# Balduíno III de Jerusalém
Balduíno III (1130 – 10 de fevereiro de 1162) foi rei de Jerusalém de 1143 até à sua morte. Era o filho mais velho de Melisenda e Fulque de Jerusalém, e neto de Balduíno II.

## Subida ao trono
Balduíno fazia parte da segunda geração de descendentes dos cristãos da Primeira Cruzada. Aos 13 anos de idade o seu pai Fulque morreu e o reino passou para a sua mãe, filha e herdeira de Balduíno II de Jerusalém. Melisenda, que reinara com Fulque como consorte, a partir de 25 de Dezembro de 1143 passou a partilhar o trono com o seu filho e herdeiro, Balduíno III. No entanto, ao mesmo tempo Melisenda nomeou Manasses de Hierges para o cargo de condestável do Reino Latino de Jerusalém. Juntamente com este conselheiro, essencialmente excluiu Balduído do poder.
Com uma mulher e uma criança como soberanos legais de Jerusalém, a situação política tornou-se tensa: os estados cruzados a norte foram procurando afirmar a sua independência e não havia um rei para liderar um exército que lhes impusesse a suserania de Jerusalém, tal como Balduíno II e Fulque tinham feito.
No mundo islâmico, Zengui governava o norte da Síria a partir das cidades de Mossul e Alepo, e desejava adicionar a cidade-estado muçulmana de Damasco ao seu controlo. Segundo o cronista Guilherme de Tiro, Fulque não cuidara completamente da defesa dos estados cruzados a norte, onde Zengui mais ameaçava os cristãos do Levante. A 24 de Dezembro de 1144 o líder muçulmano tomou Edessa, apesar dos reforços enviados por Melisenda de Jerusalém, e os cristãos da cidade foram massacrados. Como consequência, o mundo ocidental proclamou a Segunda Cruzada.
A cruzada demorou algum tempo a chegar a Jerusalém, e entretanto Zengui foi assassinado em 1146, sendo sucedido pelo seu filho Noradine, também interessado em controlar Damasco. Para combater esta ambição, Jerusalém e esta cidade muçulmana aliaram-se mais uma vez em protecção mútua. Mas em 1147 Noradine e Muinadine Unur, o governador de Damasco, fizeram uma aliança contra o reino cristão, que também já tinha violado o tratado ao aliar-se com um dos vassalos rebeldes de Unur. Balduíno saiu com o seu exército e foi derrotado nas proximidades de Bostra. Posteriormente, a trégua com Damasco seria restaurada.

## Segunda Cruzada

O reino de Jerusalém e os outros estados cruzados em 1135, pouco antes da subida ao trono de Balduíno III

Em 1148, a Segunda Cruzada chegou finalmente a Jerusalém, liderada por Luís VII de França, pela sua esposa Leonor da Aquitânia e por Conrado III da Germânia. Balduíno realizou um concílio em São João de Acre em 1148, mas os conflitos internos e falhas no planeamento das acções militares debilitavam as forças cruzadas.
Conrado e Luís aconselharam o jovem rei de Jerusalém a atacar Damasco, apesar do tratado de paz. Apesar de Melisenda, Manasses de Hierges e Leonor da Aquitânia pretenderem conquistar Alepo, o que ajudaria a retomar Edessa, Balduíno concordou com o projecto dos soberanos franco e germânico, talvez pretendendo impressionar os poderosos da Europa recém-chegados ao seu reino.
O cerco que se seguiu foi um fracasso e terminou em derrota após apenas quatro dias. Pouco depois a cidade cairia, mas às mãos de Noradine, e a perda deste vizinho muçulmano tolerante foi uma catástrofe diplomática que nenhum posterior rei de Jerusalém conseguiria recuperar.
Em 1149, os cruzados voltaram à Europa, deixando para trás um reino de Jerusalém ainda mais fraco. Noradine aproveitou a derrota cristã para invadir o Principado de Antioquia e o príncipe Raimundo de Poitiers foi morto na subsequente batalha de Inabe. Balduíno III deslocou-se a norte para assumir a regência do principado em nome da viúva de Raimundo, Constança de Antioquia, sua prima direita.
Depois de fracassada a tentativa de casar Constança com um aliado poderoso, Balduíno não conseguiu defender Turbessel, a última fortaleza do Condado de Edessa. Assim, com a concordância do rei, a esposa de Joscelino II de Edessa vendeu o que restava do condado ao imperador bizantino Manuel I Comneno em 1150. No ano seguinte estas terras seriam conquistadas por Noradine e pelo sultão de Rûm.
Em 1152, Balduíno e a sua mãe foram chamados a intervir no conflito entre Hodierna, irmã de Melisenda, e o seu esposo, Raimundo II de Trípoli. O casal concordou em reconciliar-se, mas foi decidido que a condessa deveria voltar a Jerusalém com a irmã por um curto período de tempo. O conde acompanhou-os a cavalo durante um curto percurso e, ao voltar a Trípoli, foi morto pela Ordem dos Assassinos em frente aos portões da cidade, juntamente com dois dos seus cavaleiros.
Balduíno permaneceu no condado para assegurar a continuidade deste estado, e Hodierna assumiu a regência em nome do seu jovem filho, Raimundo III de Trípoli. Dos originais estados cruzados, Edessa tinha sido perdida, Antioquia e Trípoli não tinham uma liderança clara e firme. Só Jerusalém tinha um rei, mas até aí havia uma acirrada disputa de poder.

## Conflito com Melisenda

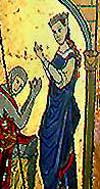
Iluminura com a representação de Melisenda de Jerusalém

Em 1152, Balduíno já tinha atingido a maioridade há sete anos, e começou a afirmar-se na política do reino. Apesar de anteriormente não ter expresso o seu interesse na administração, agora exigia mais autoridade. A sua relação com a mãe foi deteriorando desde 1150, com o jovem rei a acusar o condestável Manasses de Hierges, homem de confiança de Melisenda, de interferir na sua sucessão legal.
A crise chegou a um máximo no início de 1152, quando Balduíno exigiu que o patriarca Foucher o coroasse no Santo Sepulcro sem a presença da mãe. Este recusou e, em protesto, o rei organizou uma procissão nas ruas da cidade, usando uma coroa de louros, como que em auto-coroação.
Balduíno e Melisenda acabaram por concordar em deixar a decisão à Alta Corte de Jerusalém, um tipo de conselho real que compreendia a nobreza e o clero do reino. Os nobres decretaram que o jovem rei governaria no norte do reino: na Galileia e nas cidades de São João de Acre e Tiro; a rainha nas regiões mais ricas da Judeia e Samaria, para além da cidade de Jerusalém.
Nenhum dos monarcas ficou satisfeito com a decisão: Balduíno desejava governar todo o reino; com reservas, Melisenda aceitou, apoiada por Manasses e pelo seu filho mais novo, Amalrico, conde de Jafa, território sob a jurisdição da mãe. Esta decisão evitaria uma guerra civil mas dividiria os recursos do reino.
Poucas semanas após esta divisão, Balduíno invadiu o sul do reino. Manasses foi derrotado no castelo de Mirabel e exilado, e Nablus também cedeu em pouco tempo. Para evitar mais violência, Jerusalém abriu as suas portas ao rei. Melisenda e Amalrico refugiaram-se na Torre de David. Com a mediação da Igreja, a cidade de Nablus e suas terras adjacentes foram concedidas de forma vitalícia a Melisenda. Balduíno fez um juramento solene de não perturbar a sua paz e nomeou o seu apoiante Onofre II de Toron como novo condestável.
Em 1154, mãe e filho reconciliaram-se. Balduíno reconhecia a utilidade dos conselhos de Melisenda que, apesar de ter abdicado, mantinha uma grande influência na corte e no governo. Esta passou também a servir como regente em nome do filho quando este saía em campanhas militares.

## Califado Fatímida e Império Bizantino
Durante o conflito de Balduíno com Melisenda, Noradine consolidara o seu controlo sobre Damasco depois da morte de Mu'in ad-Din. Com a Síria unida sob um governante, o Reino de Jerusalém agora só conseguiria expandir-se para sul, na direcção do Egito, também enfraquecido por guerras civis depois de uma sucessão de vários jovens califas fatímidas.

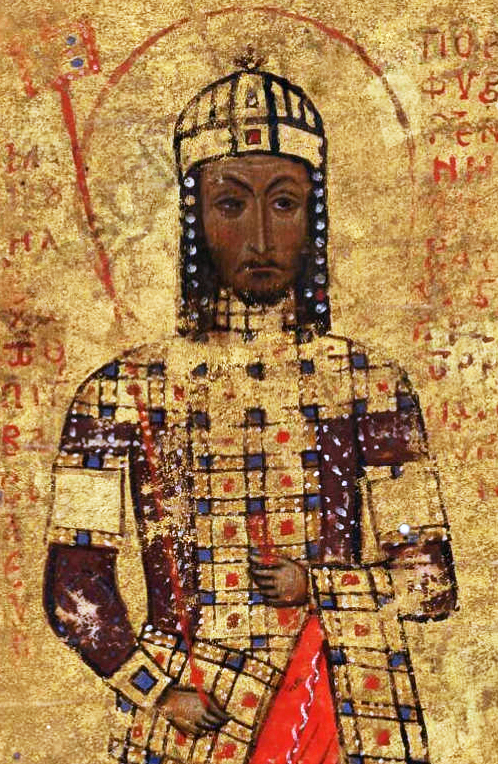
Afresco com a representação do imperador bizantino Manuel I Comneno

A cerca de 1150 Balduíno refortificou Gaza para pressionar a cidade muçulmana de Ascalão, que seria conquistada em 1153 e adicionada aos domínios do seu irmão Amalrico, criando o Condado de Jafa e Ascalão. Deste modo garantia a segurança da fronteira com o Egito, apesar de, em retaliação, o sul do reino cristão sofrer campanhas agressivas desta nação muçulmana. Em 1152, Balduíno também derrotou uma invasão dos ortóquidas.
Em 1156, o rei de Jerusalém teve de acordar um tratado com Noradine, mas no Inverno de 1157-1158 cercou Xaizar, na Síria. Esta expedição fracassaria devido a uma disputa entre o conde Teodorico da Flandres e Reinaldo de Châtillon, o novo consorte de Constança de Antioquia, pela posse da fortaleza. Mas Balduíno foi bem sucedido na conquista de Harim, um anterior território do Principado de Antioquia, e em 1158 venceu Noradine em batalha.
Esta pequena recuperação de poder forneceu-lhe o prestígio para negociar um casamento com o Império Bizantino. Em 1157 enviou Onofre de Toron para a corte de Manuel I Comneno, e foi acordado o seu matrimónio com Teodora Comnena, filha de Isaac Comneno e sobrinha do imperador. A aliança era mais favorável ao Império Bizantino do que a Jerusalém: Balduíno foi forçado a reconhecer a suserania do império sobre Antioquia e, se Teodora enviuvasse, receberia a cidade de São João de Acre. O casamento ocorreu em Setembro de 1158, Balduíno tinha 28 anos de idade e Teodora 13.
As relações entre os dois poderes cristãos melhoraram e, em 1159, Balduíno encontrou-se com Manuel em Antioquia, onde forjaram uma amizade. O bizantino adoptou as vestes e costumes ocidentais, participou de um torneio contra o rei de Jerusalém e, quando este foi derrubado do seu cavalo, Manuel cuidou pessoalmente dele.
Mas em 1159, Balduíno voltaria à regência de Antioquia, depois de Reinaldo de Châtillon ter sido aprisionado em batalha. Esta acção ofendeu o Manuel, que considerava o principado como território imperial. Em resposta reforçou a sua ligação com o estado cruzado do norte em 1160, casando-se com a princesa Maria de Antioquia e rejeitando Melisenda de Trípoli.

## Morte e legado

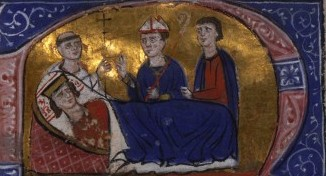
Representação da morte de Balduíno III de Jerusalém.

Pouco depois da morte da rainha Melisenda de Jerusalém, em 1161, o seu primogénito também faleceria em Beirute, a 10 de fevereiro de 1162. Houve rumores de ter sido envenenado em Antioquia por um médico ortodoxo sírio. Segundo Guilherme de Tiro, «Assim que o rei tomou as pílulas [receitadas pelo médico ortodoxo sírio], foi tomado por uma febre e disenteria que se desenvolveu em um consumo do qual não mais conseguiu obter alívio ou auxílio».
Balduíno tentou voltar a Jerusalém. A caminho parou em Trípoli por alguns meses e depois continuou até Beirute, onde finalmente sucumbiu à doença. Teodora, com 16 anos de idade e sem filhos, retirou-se para a sua cidade de São João de Acre. A coroa de Jerusalém passava assim para o irmão do falecido rei, Amalrico.
O cronista Guilherme de Tiro, que conheceu pessoalmente Balduíno, escreveu uma longa descrição do monarca. Segundo ele, Balduíno era educado, bem falante e excepcionalmente inteligente; ao contrário do seu pai, tinha uma excelente memória; a maior parte do seu tempo livre era gasto a ler história e era conhecedor do direito consuetudinário do reino, posteriormente coligido por legisladores como João de Ibelin e Filipe de Novara como os assizes de Jerusalém.
Respeitava a propriedade das igrejas e não as sobrecarregava com impostos. Era amigável com as pessoas de todas as classes, e «voluntariamente oferecia uma oportunidade de conversar com ele a quem o desejasse ou a quem encontrasse casualmente. Se era solicitada uma audiência, ele não a recusava».
Enquanto jovem gostava de vários jogos, incluindo o dos dados, e mantinha ligações com mulheres casadas, mas como adulto «mudou para melhor» e manteve-se fiel a Teodora. Era popular e respeitado por todos os seus súbditos, e até tinha o respeito do seu inimigo Noradine, que teria dito sobre a morte de Balduíno: os francos perderam tal príncipe como o mundo agora já não tem.